# Свейгдір
Свейгдір (Sveigðir) — легендарний правитель свеїв з династії Інглінгів .

## В «Сазі про Інглінгів»
Свейгдір був сином Фйольніра. Він «дав обітницю знайти Житло Богів і старого Одіна». З 11-ма супутниками Свейгдір 5 років подорожував різними країнами, включаючи «Велику Швецію» і «Країну Турок», але не знайшов того, що шукав. Через якийсь час він вирушив у другу подорож. На сході Швеції, поблизу садиби У Каменя, згідно з «Сагою про Інглінгів», карлик заманив Свейгдіра в величезний камінь, сказавши йому, ніби там він зустрінеться з Одіном. З цього каменя Свейгдір так і не вийшов.

## Сім'я
«Сага про Інглінгів» говорить, що Свейгдір був одружений з Вані з Житла Ванів. У нього був син Ванланді, що став конунгом після смерті батька.